# Liste der Eisenbahnstrecken in Turkmenistan
Die Liste der Eisenbahnstrecken in Turkmenistan führt die Bahnstrecken in Turkmenistan auf. Die Strecken haben die Russische Breitspur. Staatsbahn ist die Türkmenistanyň Demir ýol (TDÝ).

## Bahnstrecken
- Transkaspische Eisenbahn: Türkmenbaşy–Bereket–Aşgabat–Mary–Türkmenabat–Grenze Turkmenistan / Usbekistan–Taschkent, turkmenischer Abschnitt ca. 1150 km
- Bahnstrecke Schangaösen–Bandar-e Torkaman:  Schangaösen–Bolaschak–Grenze Kasachstan / Turkmenistan–Serhetyaka–Bereket–Akýaýla–Grenze Turkmenistan / Iran–Aschk Tappeh–Transiranische Eisenbahn nach Bandar-e Torkaman, Teheran und Māhschahr[2]
- Bahnstrecke Aşgabat–Daşoguz, ca. 540 km
- Bahnstrecke Paharat–Sarahs–Grenze Turkmenistan / Iran–Sarakhs (Iran)–Bahnstrecke Garmsar–Maschhad, zur iranischen Nord-Süd-Eisenbahn, eröffnet 1996, 122 km
- Bahnstrecke Mary–Torghundi: Mary–Iolotan–Türkmenkarakul–Serhetabat (früher Guşgy / Kuschka)–Grenze Turkmenistan / Afghanistan–Torghundi, turkmenischer Abschnitt ca. 315 km (vgl. dazu hier)
- Bahnstrecke Beineu–Türkmenabat: Türkmenabat–Gasodschschak–Grenze Turkmenistan / Usbekistan–Urganch–Schawat–Grenze Usbekistan / Turkmenistan–Daşoguz–Tachiatasch–Grenze Turkmenistan / Usbekistan–Nukus–Beineu (Kasachstan), turkmenische Abschnitte ca. 390 km
- Bahnstrecke Tahýadaş–Sapamyrat, ca. 75 km
- Bahnstrecke Türkmenabat–Kerkiçi, 215 km
- Bahnstrecke Kerki–Andchoi (Afghanistan), turkmenischer Abschnitt 85 km (insgesamt 123 km)
- Bahnstrecke Samarqand (Usbekistan)–Duschanbe (Tadschikistan). Turkmenischer Abschnitt: Talimardschschan–Kerki–Ras, ca. 180 km

## Historisch
- Decauville-Pferdebahn am Naphthaberg (500 mm-Spur, 32,5 km), bei Bala-Ischem (um 1885–1889)